# ديفيد ماكفرلين (لاعب كرة قدم)
ديفيد ماكفرلين (بالإنجليزية: David McFarlane)‏ هو لاعب كرة قدم بريطاني، ولد في 10 أبريل 1979 في غلاسكو في المملكة المتحدة. شارك مع منتخب اسكتلندا تحت 21 سنة لكرة القدم. أما مع النوادي، فقد لعب مع نادي ألبيون روفرز ونادي دمبرتون ونادي ستنهاوسموير وهاميلتون أكاديميكال.

## وصلات خارجية
- ديفيد ماكفرلين على موقع قاعدة بيانات كرة القدم.إي يو (الإنجليزية)
- ديفيد ماكفرلين على موقع Soccerbase.com (لاعب) (الإنجليزية)